# روبرتو كوفريسي
روبرت كوفريسي وي راميريز دي أريلانو (بالإسبانية: Roberto Cofresí y Ramírez de Arellano)‏ وعرف أيضاً بكوفريسي القرصان (بالإسبانية: El Pirata Cofresí)‏ هو قرصان وثوري بورتوريكي ولد في يوم 17 يونيو 1791 في كابو روخو في بورتوريكو لعائلة نبيلة ذات أصول يهودية تشيكية. بسبب الظروف السياسية والاقتصادية ألتي واجهتها الجزيرة عاش في بيئة فقيرة، ليقرر الخروج إلى البحر وان يصبح قرصان. كبد الإسبان عدة خسائر، كما هاجم أيضاً السفن البريطانية والأمريكية والدنماركية والفرنسية. كان يكتفي بأخذ طاقم صغير مكون من 10 إلى 20 شخص، وكان يعتمد على سرعة الهرب أكثر من القتال. أغلب طاقمه كان من بورتوريكو وكان منهم أيضاً من جاء من جزر الأنتيل وأمريكا الوسطى وأوروبا. لم يعترف أبدا بجرائم القتل، إلا أنه كان يتفاخر بجرائمه وذكر بأن حوالي 300 إلى 400 شخص قد ماتوا جراء أعمال نهبه. أصبح يشكل خطر كبير على إسبانيا وطلبت إسبانيا معونة بقية الدول لأجل القبض عليه، وقد تحالفت البحرية الإسبانية مع البحرية الدنماركية في جزيرة سانت توماس وهناك تم القبض عليه وارساله إلى بورتريكو ليتم الحكم عليه بالموت في 25 مارس 1825 واعدامه مع بقية طاقمه في 28 مارس 1825 رمياً بالرصاص. تم تصويره لاحقاً كبطل قومي في بورتوريكو وتم تشبيهه بروبن هود وانتشرت شائعات حول سرقة المال من الاغنياء ومساعدة الفقراء.